# Xenokrates
Xenokrates von Chalkedon (griechisch Ξενοκράτης Xenokrátēs; * 396 oder 395 v. Chr.; † 314 oder 313 v. Chr. in Athen) war ein griechischer Philosoph der Antike. Als Schüler Platons gehörte er der Platonischen Akademie an. 339/338 übernahm er die Leitung dieser Philosophenschule, die er dann ein Vierteljahrhundert lang innehatte. Als langjähriges Schuloberhaupt und Verfasser zahlreicher Schriften beeinflusste er die Entwicklung des Platonismus nachhaltig. Seine Bemühungen galten der Auslegung und Systematisierung der platonischen Lehre, wobei er in den Einzelheiten teils erheblich von Platons Position abwich.

## Leben
Xenokrates stammte aus Chalkedon, lebte aber schon in jugendlichem Alter in Athen. Dort schloss er sich Platon als Schüler an, trat zu ihm in ein enges Verhältnis und begleitete ihn auf einer Reise nach Syrakus. Nach Platons Tod (348/347 v. Chr.) verließ er zunächst dessen Schule, die Akademie, und begab sich ebenso wie Aristoteles nach Assos, wo er sich als Gastfreund des dortigen Herrschers Hermeias von Atarneus einige Jahre lang aufhielt und wohl philosophischen Unterricht erteilte. Auf Wunsch des Speusippos, der nach Platons Tod als Schulhaupt (Scholarch) die Leitung der Akademie übernommen hatte, kehrte er nach Athen zurück, da Speusippos ihn als Nachfolger wünschte.
Nach dem Tod des Speusippos kam es 339 oder 338 zu einer Kampfabstimmung um die Leitung der Akademie; Xenokrates kandidierte gegen Herakleides Pontikos und Menedemos von Pyrrha und gewann knapp, worauf die unterlegenen Kandidaten die Akademie verließen. Diese Wahl war auch eine Stil- und Richtungsentscheidung: Herakleides war als prunkliebend bekannt, Xenokrates wurde wegen seiner Besonnenheit und Bescheidenheit geschätzt, und man bewunderte seinen Fleiß. Xenokrates, der Pythagoras schätzte und pythagoreisches Gedankengut übernahm, vertrat den pythagoreischen Vegetarismus, der von Herakleides nachdrücklich bekämpft wurde. Die Entscheidung für Xenokrates bedeutete auch eine Abkehr der Akademie vom Stil seines genussfreudigen Vorgängers.
Xenokrates leitete die Akademie, in der er auch lebte, bis zu seinem Tod und verließ sie nur einmal jährlich zum Dionysosfest, an dem die neuen Tragödien aufgeführt wurden. Seine Schüler waren Polemon, der sein Nachfolger als Scholarch wurde, und Krantor.
Xenokrates unterhielt Beziehungen zu namhaften Persönlichkeiten am makedonischen Hof und widmete Alexander dem Großen eine Schrift „Über das Königtum“. Sein Verhältnis zum Makedonischen Reich war aber distanzierter als das des makedonenfreundlichen Speusippos; er trat für eine möglichst weitgehende Autonomie Athens ein. Nach dem Tod Alexanders des Großen und der Niederlage Athens im Lamischen Krieg nahm er im Jahr 322 an der athenischen Gesandtschaft teil, die zu dem siegreichen makedonischen Statthalter Antipatros entsandt wurde, um für Athen möglichst günstige Kapitulationsbedingungen auszuhandeln. Diesen Auftrag erhielt Xenokrates, obwohl er kein Bürger Athens war, sondern nur Metöke. Daraus ist ersichtlich, dass er bei den Athenern in hohem Ansehen stand und dass sie auf seine Argumentationskunst Hoffnungen setzten. Als Vertreter der athenischen Interessen war er aber erfolglos. Seine selbstbewusste Haltung missfiel Antipatros, der sein undiplomatisches Auftreten ungnädig aufnahm. Nach seiner Rückkehr lehnte er es ab, in das athenische Bürgerrecht aufgenommen zu werden, da er die nun bestehenden politischen Verhältnisse (Verlust der Autonomie, Unterwerfung Athens unter die makedonische Herrschaft) missbilligte.
Xenokrates wurde als würdevoll, aber auch als schwerfällig wahrgenommen; bekannt war Platons Ratschlag „Xenokrates, opfere den Chariten“, eine Aufforderung zu einem weniger finster und abweisend wirkenden Auftreten.

## Werke
Der Philosophiegeschichtsschreiber Diogenes Laertios überliefert eine Liste von 76 Werktiteln, von denen sich allerdings einige möglicherweise auf dasselbe Werk beziehen. Jedenfalls ist aus der Liste ersichtlich, dass sich Xenokrates mit der gesamten Bandbreite der Themenbereiche, die an der Akademie studiert wurden, befasste (abgesehen von der Musik): Logik, Erkenntnistheorie, Physik und Kosmologie, Seelenlehre, Metaphysik, Ethik und Charakterkunde, Politik (Verfassungstheorie), Mathematik, Sprachwissenschaft, Wissenschaftstheorie, Astronomie, Dämonenlehre. Erhalten ist davon nichts (schon Cicero hatte keinen Zugriff mehr), doch überliefern viele Quellen seine Ansichten.
Unter den Schriften waren umfangreiche Werke über die Methode der Gesprächsführung und die Argumentationstechnik (Dialektik): „Untersuchung über das Gespräch“ (14 Bücher), „Behauptungen“ (über dialektische Probleme, 20 Bücher) und „Lösungen“ (Auflösungen dialektischer Aporien, 12 Bücher). Zum Bereich der Dialektik (im Sinne von Denktechnik, Logik) gehörten auch die Werke „Über das Denken“ (10 Bücher) und „Dihairesen“ („Einteilungen“, 8 Bücher über die Begriffsbestimmung). Eine Schrift „Über die Weisheit“ in 6 Büchern behandelte vermutlich in erster Linie die Ontologie des Xenokrates. Seine Darstellung der Sprachwissenschaft (philosophische Sprachanalyse) umfasste 31 Bücher. Mit naturwissenschaftlichen Fragen befasste er sich in der Abhandlung „Über die Natur“ in 6 Büchern, in der er seine Kosmologie und Physik darlegte und auch Fragen der Seelenlehre erörterte, und in einer ebenfalls aus 6 Büchern bestehenden Darstellung der Astronomie. Der Theologie und der Dämonenlehre waren die beiden Bücher „Über die Götter“ gewidmet. Breiten Raum nahmen im Gesamtwerk des Xenokrates die Untersuchungen über einzelne Fragen der Ethik ein.

## Lehre
Auf Xenokrates geht die für die Folgezeit grundlegende Einteilung der Philosophie in Logik, Physik (Naturphilosophie) und Ethik zurück. Er scheint insbesondere als Didaktiker und Systematiker hervorgetreten zu sein. Seine Aufgabe sah er darin, die Lehre Platons, die dieser nie zusammenhängend schriftlich fixiert hatte, für den Unterricht systematisch zu ordnen. Dabei konnte er sich auf seine Erinnerung an Platons mündliche Ausführungen stützen. Erst mit dieser Entwicklung des Unterrichtsbetriebs wurde der Platonismus als philosophisches System begründet. Dies bedeutete aber eine Abkehr von Platons tiefer, prinzipieller Skepsis gegenüber solcher Fixierung und Systematik.
Ontologie, Kosmologie und Seelenlehre
Nach dem Bericht eines Zeitgenossen, des Peripatetikers Theophrast, hat Xenokrates als einziger unter den damaligen Philosophen den ontologischen Aufbau des Seienden vollständig systematisch dargestellt, indem er die Abwärtsbewegung von den Prinzipien (archaí) zum sinnlich Wahrnehmbaren durchgängig beschrieb. Damit führte er die Ableitung aller Seinsstufen aus ihren ontologischen Ursprüngen und die Durchstrukturierung des Kosmos konsequent durch. So erfüllte er die Forderung Theophrasts nach einer umfassenden, lückenlosen Ontologie. Dabei führte Xenokrates die Elemente einer Seinsstufe auf analoge Größen der vorangehenden zurück; er wollte die Seinsstufen als bruchlos ineinander übergehend erweisen. Den Ideen der platonischen Ideenlehre schrieb er zahlenhaften Charakter zu. Nur für die Naturdinge, die er für ewig hielt, nahm er ihnen zugeordnete Ideen im Ideenreich an; Ideen von künstlich erzeugten Objekten schloss er aus. Der Art (eídos) gab er gegenüber der Gattung (génos) ontologische Priorität, so wie er sich auch sonst für einen Vorrang der Teile vor dem Ganzen entschied; demnach ist etwa die Art Hund vor der Gattung Tier zu denken. Damit wich er von Platons Konzept ab, das im Gattungsgefüge stets dem Oberen, Allgemeineren und Umfassenderen Priorität gegenüber dem Niederen, Spezielleren zukommen ließ. Dieser Schritt ist in der Forschung als eine Art „kopernikanische Revolution“ im Platonismus bezeichnet worden.
In der Kosmologie vertrat Xenokrates ebenso wie Speusippos und die meisten antiken Platoniker die Auffassung, dass die sinnlich wahrnehmbare Welt ewig sei. Er argumentierte, der Schöpfungsbericht in Platons Dialog Timaios sei nicht im buchstäblichen Sinne einer Erschaffung zu einem bestimmten Zeitpunkt gemeint. Vielmehr sei Platons Ausdrucksweise – er nennt die Welt „geworden“ – metaphorisch zu verstehen. Nur aus einem didaktischen Grund, um der Anschaulichkeit willen, habe Platon Formulierungen gewählt, die den Eindruck einer Erschaffung als Vorgang in der Zeit erwecken.
In der Seelenlehre war Xenokrates der Meinung, der irrationale Teil der Seele überdauere den Tod des Körpers, sei aber nicht unsterblich, sondern löse sich später auf.
Theologie
An die Spitze der Götterhierarchie setzte Xenokrates die Monas (die absolute Einheit) als ersten Gott; er betrachtete sie als männliches Prinzip in der Stellung eines Vaters und Königs, den er auch Zeus nannte, mit dem Nous gleichsetzte und in der Fixsternsphäre lokalisierte. Als zweiten Gott bezeichnete er die Dyas (Zweiheit); sie war für ihn das weibliche Prinzip und die Weltseele, die für den von der Fixsternsphäre umfassten Raum zuständig war.
Mathematik und Physik
In der Mathematik und Physik lehrte Xenokrates, es gebe sowohl bei geometrischen Figuren als auch bei physikalischen Objekten Minima (unteilbare minimale Größen) als elementare Bausteine komplexer Gebilde. Linien, Flächen und Körper seien nicht beliebig teilbar, sondern nur, bis man zu den kleinsten Einheiten gelange, aus denen sie bestünden. Ein Ausgangspunkt des Gedankengangs, der zu diesem Ergebnis führte, war die Überlegung, eine Linie könne nicht aus lauter Punkten bestehen, da auch eine beliebig große Zahl von Punkten keine Linienhaftigkeit (platonische Idee der Linie) hervorbringen könne. Vielmehr müsse das Prinzip der Linie selbst linienhaft und nicht auf etwas Andersartiges wie Punkte zurückführbar sein. Daher sei eine Linie nicht aus dimensionslosen Punkten zusammengesetzt, sondern aus minimalen, ausgedehnten und unteilbaren Linienelementen, und eine Fläche aus minimalen Flächenelementen. Analog dazu ging Xenokrates in der Physik davon aus, dass der Raum und die Materie gequantelt seien. Wahrscheinlich nahm er dies auch für die Zeit an. Aristoteles polemisierte gegen diese Unstetigkeitslehre.

## Ikonographie und Rezeption
Ein sicher authentisches Bildnis des Xenokrates ist nicht bekannt. Erhalten ist nur eine Herme, die ihn möglicherweise darstellt.
Im 2./3. Jahrhundert versuchte der Peripatetiker Alexander von Aphrodisias die Behauptung des Xenokrates, dass „die Art vor der Gattung ist und ihr auf natürliche Weise vorgeordnet“, zu widerlegen.
Noch in der Spätantike galt Xenokrates als Muster eines würdevollen Philosophen, wie aus einer Bemerkung in einem Brief des Synesios von Kyrene ersichtlich ist.
In der modernen Forschung dominierte früher die Vorstellung, Xenokrates sei ein treuer Schüler Platons und unorigineller Wahrer von dessen Erbe gewesen. In der neueren Forschungsliteratur wird seine besondere Nähe zu Platon zwar nicht bestritten, aber auch darauf hingewiesen, dass er in seinem Bemühen um die Systematisierung der platonischen Lehre eine Metaphysik mit eigenständigen Zügen entwickelte.
Am 26. Juli 2000 wurde der Asteroid (14526) Xenocrates nach dem Philosophen benannt.

## Editionen
- Margherita Isnardi Parente (Hrsg.): Senocrate – Ermodoro: Frammenti. Bibliopolis, Neapel 1982, ISBN 88-7088-052-4 (kritische Ausgabe mit italienischer Übersetzung und Kommentar)
- Margherita Isnardi Parente, Tiziano Dorandi (Hrsg.): Senocrate e Ermodoro: Testimonianze e frammenti. Edizioni della Scuola Normale Superiore, Pisa 2012, ISBN 978-88-7642-208-9 (unkritische Ausgabe mit italienischer Übersetzung und Kommentar. Um mehrere Testimonien/Fragmente erweitert und neu sortiert.)